# 末吉公園

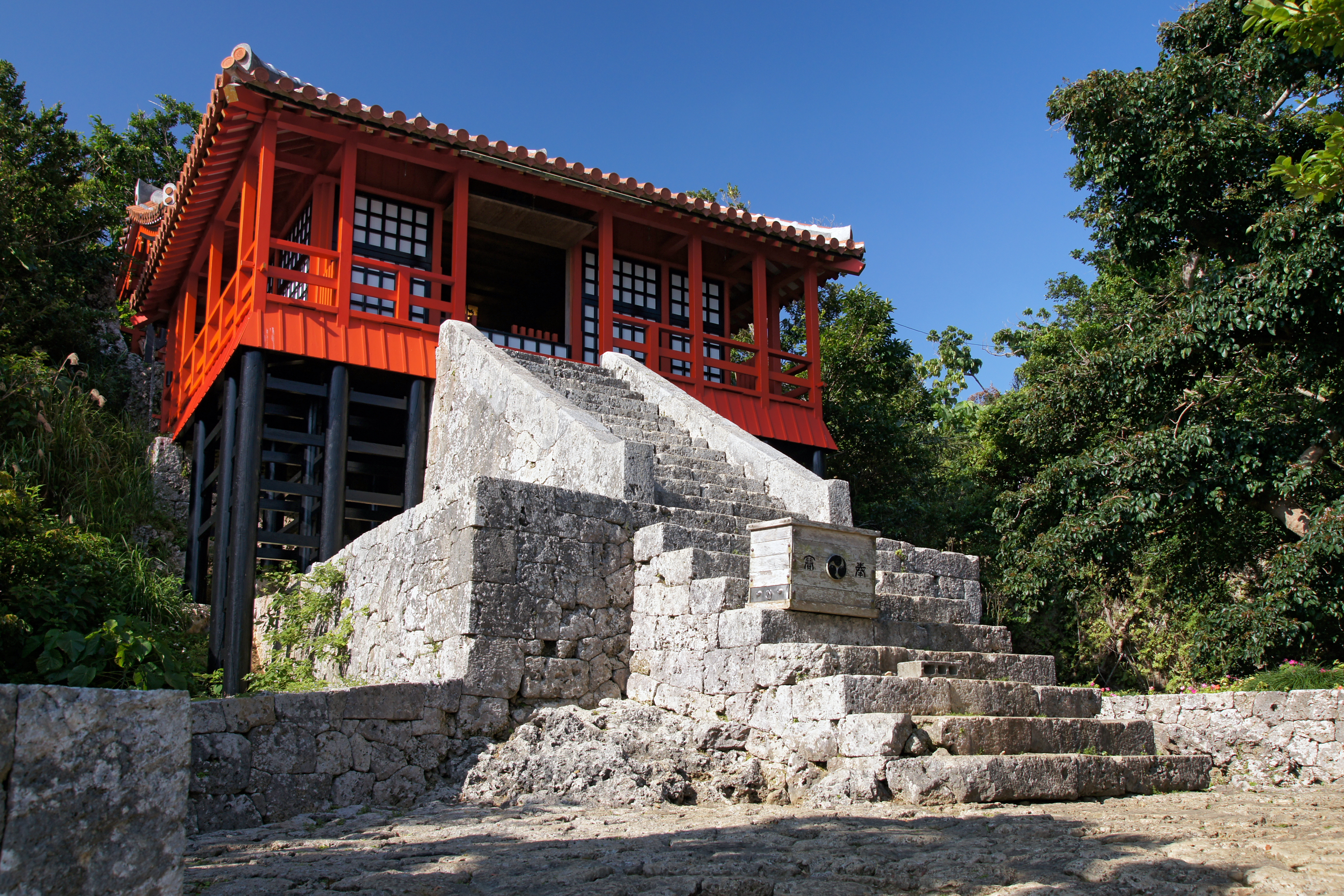
末吉宮跡

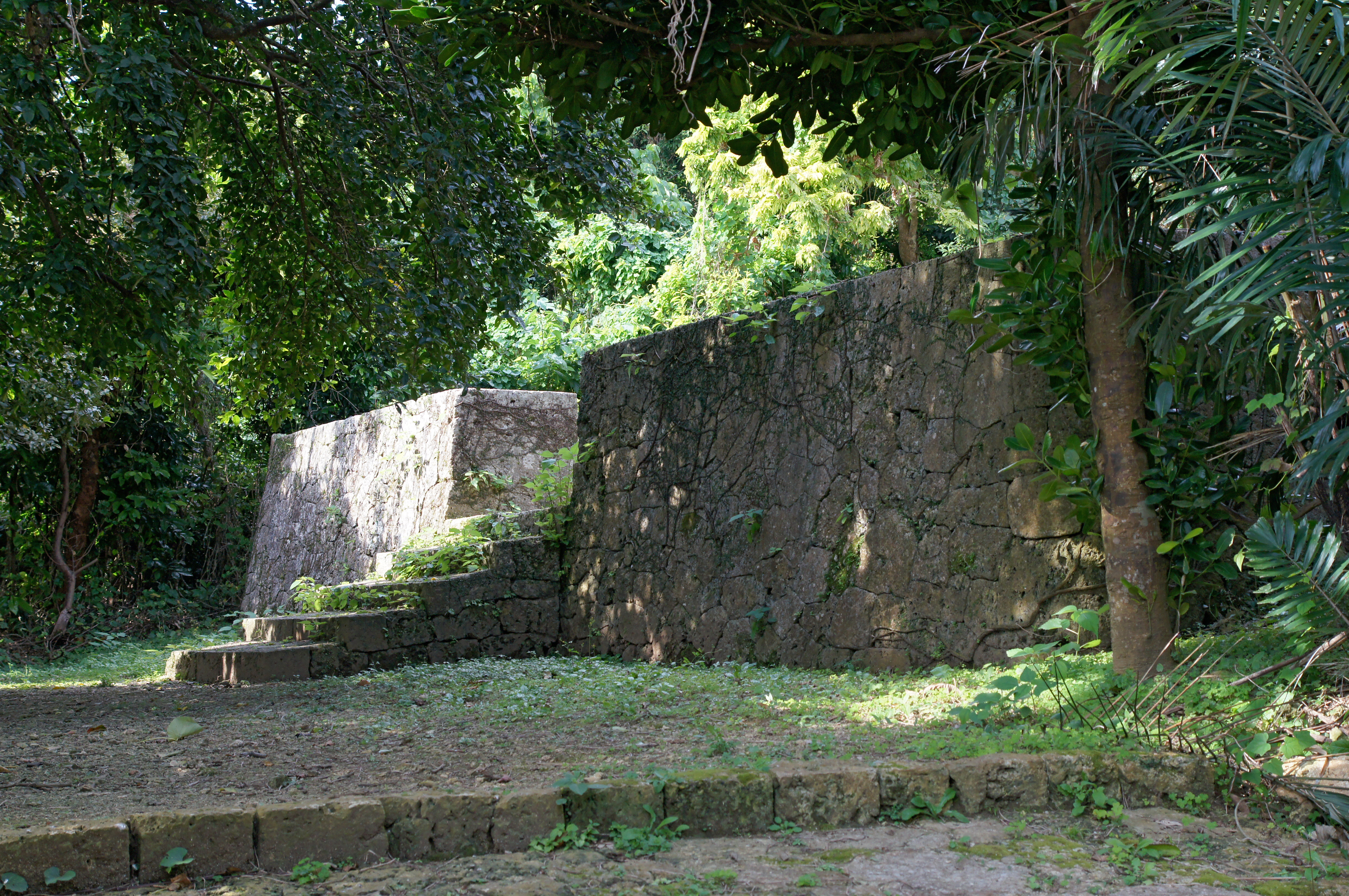
宜野湾御殿の墓

末吉公園（すえよしこうえん）は沖縄県那覇市にある都市公園（総合公園）である。国の史跡の末吉宮跡と日本一早咲きの桜（ヒカンザクラ）の標本木のある公園として知られる。
公園内を流れる安謝川周辺および南側は人工的に整備された緑地公園であるのに対し、末吉宮跡のある北側の山地は多くの自然が残されている。心霊スポットとしても有名である。

## 施設
- 末吉宮跡 - 国の史跡
  - 磴道 - 沖縄県指定有形文化財
- 宜野湾御殿の墓および墓域 - 那覇市指定史跡
- ヒカンザクラの標本木（沖縄気象台の生物季節観測用標本）
- 多目的広場
- 花見橋
- 那覇市立森の家みんみん

## 利用情報
- 開園時間 - 9時～午後9時
- 年中無休
- 入園無料

## 交通アクセス
- ゆいレール 市立病院前駅 徒歩5分

## 周辺
- 那覇市立病院